# Kecskeméti Irma
Fenyvesi Károlyné, született: Hainzl Mária Heléna, színészi nevén Kecskeméti Irma, névváltozatok: Heinczl, Kecskeméthy, Bolyos (Szászrégen, 1865. október 7. – 1934 után?) magyar színésznő.

## Életpályája
Hainzl Nándorné Bolyós Terézia leányaként született, amikor édesanyja külön élt férjétől. 1881-ben debütált a színpadon Bényei István színházigazgatónál. A falu rossza c. darabban Boriska alakítására idős korában is büszke volt. Partnerei voltak többek között Krecsányi Ignác, Kazaliczky Antal, Fenyvesi és Blaha Lujza is. Fellépett Aradon, Kassán, Nagyváradon, valamint játszott Miskolcon, Temesváron, Lugoson, Pancsován, Nagybecskereken és Budapesten is. Harminc évet töltött a színpadon.
1934-ben Miskolcon, a Gordon nevű városrész egyik kunyhójában élt az idős primadonna, akinek ekkor a Színészegyesülettől kapott nyugdíja havi 12,50 pengő volt, emellett keresetkiegészítés gyanánt albérlőket fogadott.
Férje Fenyvesi (Policzer/Pulitzer) Károly színész volt, aki 1859. január 4-én született Kecskeméten, Policzer családi nevét 1893-ban mint ceglédi illetőségű lévai lakos változtatta Fenyvesire. Gyermekük Fenyvesi Ilona Mária (Miskolc, 1887. március 2. – ?). Ismeretlen apától született Hainzl Mária Rozália nevű leánya (Miskolc, 1899. október 25. – 1979?), akit előbb Pospisil János Nepomuk fogadott örökbe, majd új örökbefogadással a Kövesdi nevet kapta.

## Fordítás
- Ez a szócikk részben vagy egészben  az   Irma Kecskeméti című eszperantó Wikipédia-szócikk ezen változatának fordításán alapul.  Az eredeti cikk szerkesztőit annak laptörténete sorolja fel. Ez a jelzés csupán a megfogalmazás eredetét és a szerzői jogokat jelzi, nem szolgál a cikkben szereplő információk forrásmegjelöléseként.